# Thomas Weber (Prähistoriker)
Thomas Weber (* 20. März 1952 in Magdeburg) ist ein deutscher Prähistoriker und Experte für die ältere Urgeschichte Mitteldeutschlands, besonders auf dem Gebiet des Paläolithikums.

## Wissenschaftlicher Werdegang
Thomas Weber wuchs in Magdeburg auf. Nach dem Abitur 1970 und dem Grundwehrdienst studierte er von 1972 bis 1976 an der Humboldt-Universität zu Berlin das Fach Ur- und Frühgeschichte. Seine 1976 abgeschlossene Diplomarbeit mit dem Titel Vergleichende Studien zur Ertebölle-Kultur – Lietzow-Buddelin behandelte den Übergang vom Spätmesolithikum zum Frühneolithikum im südlichen Ostseegebiet. 
Seit 1976 ist Weber am Landesmuseum für Vorgeschichte, dem heutigen Landesamt für Denkmalpflege und Archäologie Sachsen-Anhalt im Bereich Bodendenkmalpflege angestellt. Seit 1985 ist er Leiter der Abteilung Bodendenkmalpflege für den Regierungsbezirk Magdeburg (bis 1990 Bezirk Magdeburg der DDR). 1986 schloss er seine Dissertation an der Martin-Luther-Universität Halle-Wittenberg zum Thema Die Steinartefakte des Homo erectus von Bilzingsleben ab. 1994 habilitierte er sich an derselben Universität mit dem Thema Mathematische Methoden bei der Analyse von Inventaren geschlagener Steinartefakte und erhielt daraufhin den Status eines Privatdozenten.
Seit der Gründung der Archäologischen Gesellschaft in Sachsen-Anhalt e. V. im Jahre 1991 ist er deren Vorsitzender. Des Weiteren hat er die Ausrichtung der seit 2005 bestehenden AG Computeranwendungen und Quantitative Methoden in der Archäologie aktiv mitgeprägt. Anlässlich seines 60. Geburtstages wurde ihm eine Festschrift gewidmet.

## Schriften (Auswahl)
- Die Steinartefakte des Homo erectus von Bilzingsleben. In: Dietrich Mania/Th. Weber: Bilzingsleben III. Homo erectus – seine Kultur und Umwelt Berlin, Akademie-Verl., 1986, S. 65–230.
- Ein mesolithisches Grab von Unseburg, Kr. Staßfurt. Jahresschr. mitteldt. Vorgesch. 71, 1988, S. 7–19.
- (zusammen mit Th. Litt:) Ein eemzeitlicher Waldelefanten-Schlachtplatz bei Gröbern, Kr. Gräfenhainichen. Ausgr. u. Funde 33, 1988, S. 181–188.
- Die Steinartefakte von Bilzingsleben. Aussagemöglichkeiten zur Lösung aktueller Fragestellungen bei der Erforschung des Alt- und Mittelpaläolithikums in Mitteleuropa. In: Ethnogr.-Archäol. Zeitschr. 30, 1988, S. 249–266.
- Analysen der archäologischen Funde und des Befundes. In: D. Mania/M. Thomae/Th. Litt/Th. Weber: Neumark-Gröbern. Beiträge zur Jagd des mittelpaläolithischen Menschen. Berlin, Akademie-Verl., 1990, S. 237–255.
- Merkmalanalytische Untersuchungen an den Artefakten von Zwochau, Tagebau Delitzsch-Südwest, Sachsen. Arbeits- u. Forschungsber. sächs. Bodendenkmalpfl. 38, 1996, S. 57–68.
- Älterpaläolithische Funde im Mittelelbgebiet. In: Leipziger geowissenschaftl. Mitteilungen, Band 5, 1997, S. 183–199
- Ein Waldelefantenfund der letzten Zwischenwarmzeit aus dem Tagebau Gröbern bei Bitterfeld. In: H. Meller (Hrsg.): Paläolithikum und Mesolithikum. Kataloge zur Dauerausstellung im Landesmuseum für Vorgeschichte Halle 1 (Halle/Saale), 2004, S. 151–162.
- Archäologie in Sachsen-Anhalt. (Jahrbuch, Hrsg. zusammen mit H. Meller:) Hrsg. vom Landesamt für Denkmalpflege und Archäologie Sachsen-Anhalt und vom Vorstand der Archäologischen Gesellschaft in Sachsen-Anhalt e. V., NF 2 (Halle/Saale).
- The Lower / Middle Palaeolithic transition – is there a Lower/Middle Palaeolithic transition? In: Preistoria Alpina, Band 44, S. 17–24.